# Мурково (Великопольське воєводство)
Мурково (пол. Mórkowo) — село в Польщі, у гміні Ліпно Лещинського повіту Великопольського воєводства.
Населення — 379 осіб (2011).
У 1975-1998 роках село належало до Лешненського воєводства.

## Демографія
Демографічна структура станом на 31 березня 2011 року:
|          | Загалом | Допрацездатний вік | Працездатний вік | Постпрацездатний вік |
| -------- | ------- | ------------------ | ---------------- | -------------------- |
| Чоловіки | 195     | 46                 | 125              | 24                   |
| Жінки    | 184     | 43                 | 104              | 37                   |
| Разом    | 379     | 89                 | 229              | 61                   |